# Comunidades quilombolas no Maranhão

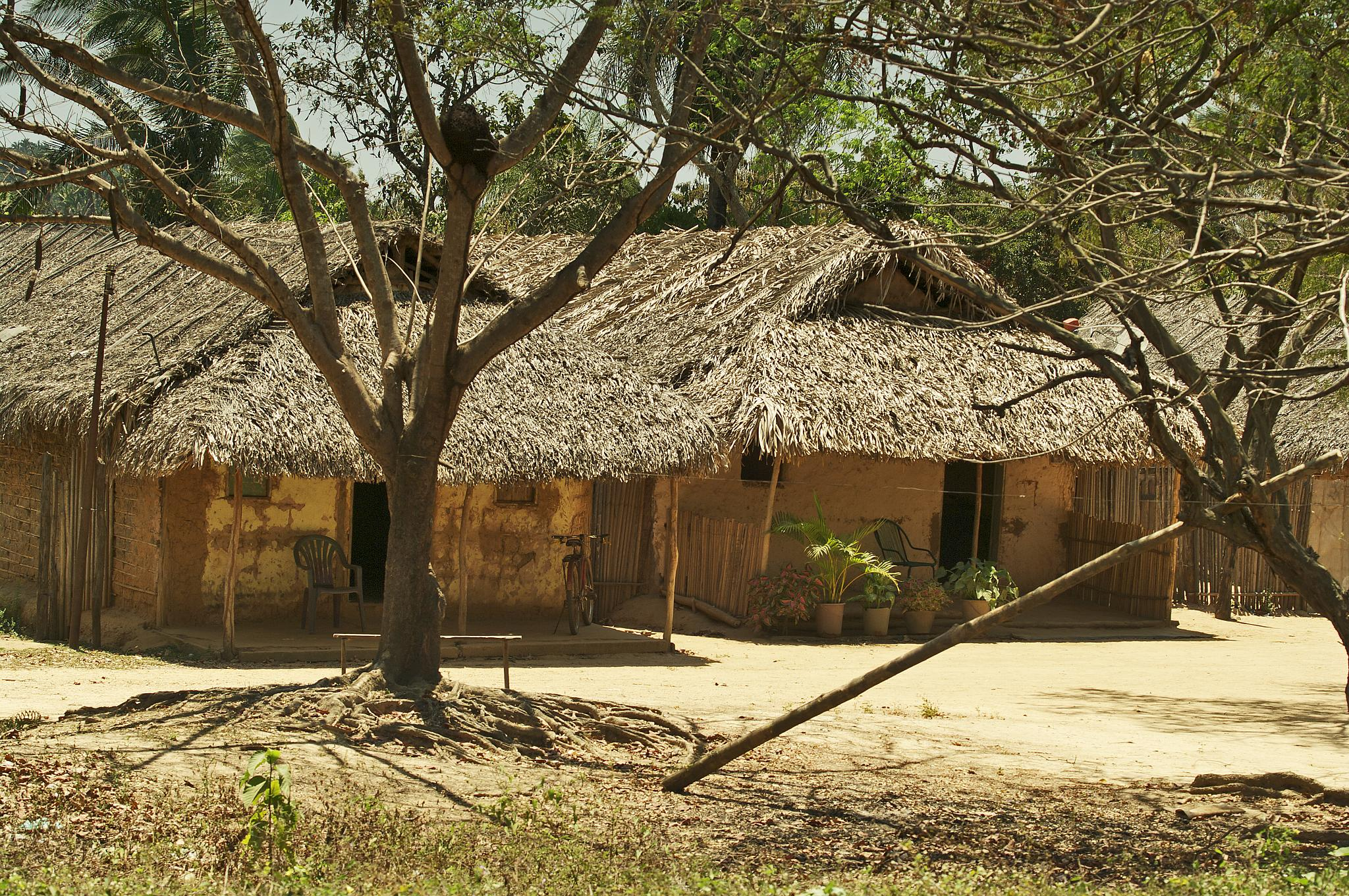
As casas de taipa ainda são a realidade de muitas comunidades quilombolas no Maranhão

As comunidades quilombolas no Maranhão surgem a partir da formação de quilombos, considerados um local de refúgio dos africanos e seus descendentes que foram escravizados, bem como de sua reorganização com a abolição da escravidão. No Maranhão, a história da formação das comunidades quilombolas está relacionada à expansão das lavouras de algodão e de arroz no final do século XVIII, com a criação da Companhia Geral do Comércio do Grão-Pará e Maranhão, bem como ao abandono de terras por proprietários rurais, com a decadência econômica no final do século XIX. 
No ano de 2018, existiam 713 comunidades quilombolas reconhecidas no Maranhão, com 518 certidões fornecidas pela Fundação Cultural Palmares, concentradas especialmente na Baixada Maranhense e nos vales do Itapecuru e do Mearim. Atualmente, o Maranhão é o estado com o maior quantitativo de localidades quilombolas, com 2.025 (23,99%), seguida bela Bahia, com 1.814 localidades, e Minas Gerais com 979 localidades, correspondendo, respectivamente, a 21,49% e 11,60% do total.  

## Histórico
A partir do século XVIII, ocorre grande transformação na paisagem e na composição da população do Maranhão. Com as leis pombalinas, a mão-de-obra indígena (que gerava conflitos com os jesuítas) foi basicamente substituída pela africana, em razão da implantação de grandes monoculturas de algodão e arroz no lugar da exploração das drogas do sertão (cravo, jatobá, anil, etc.), fumo e cana-de-açúcar. Nesse período, ocorre forte expansão econômica, com a criação da Companhia Geral do Comércio do Grão-Pará e Maranhão, em 1755, como forma de financiar a economia da região, com importação em grande escala da mão-de-obra africana (em especial da Costa da Mina e da Guiné), além de crédito aos fazendeiros.
As principais regiões produtoras do Maranhão estavam localizadas nas margens dos grandes rios Itapecuru, Mearim, Pindaré, Gurupi e Turiaçu. Na região do Itapecuru, concentrava-se a maior quantidade de fazendas de algodão e arroz no século XIX, em especial nos municípios de Codó e Coroatá, aproveitando-se do transporte fluvial até o Golfão Maranhense. Outras regiões com grande concentração de escravizados eram a Baixada Maranhense e o litoral do Maranhão.

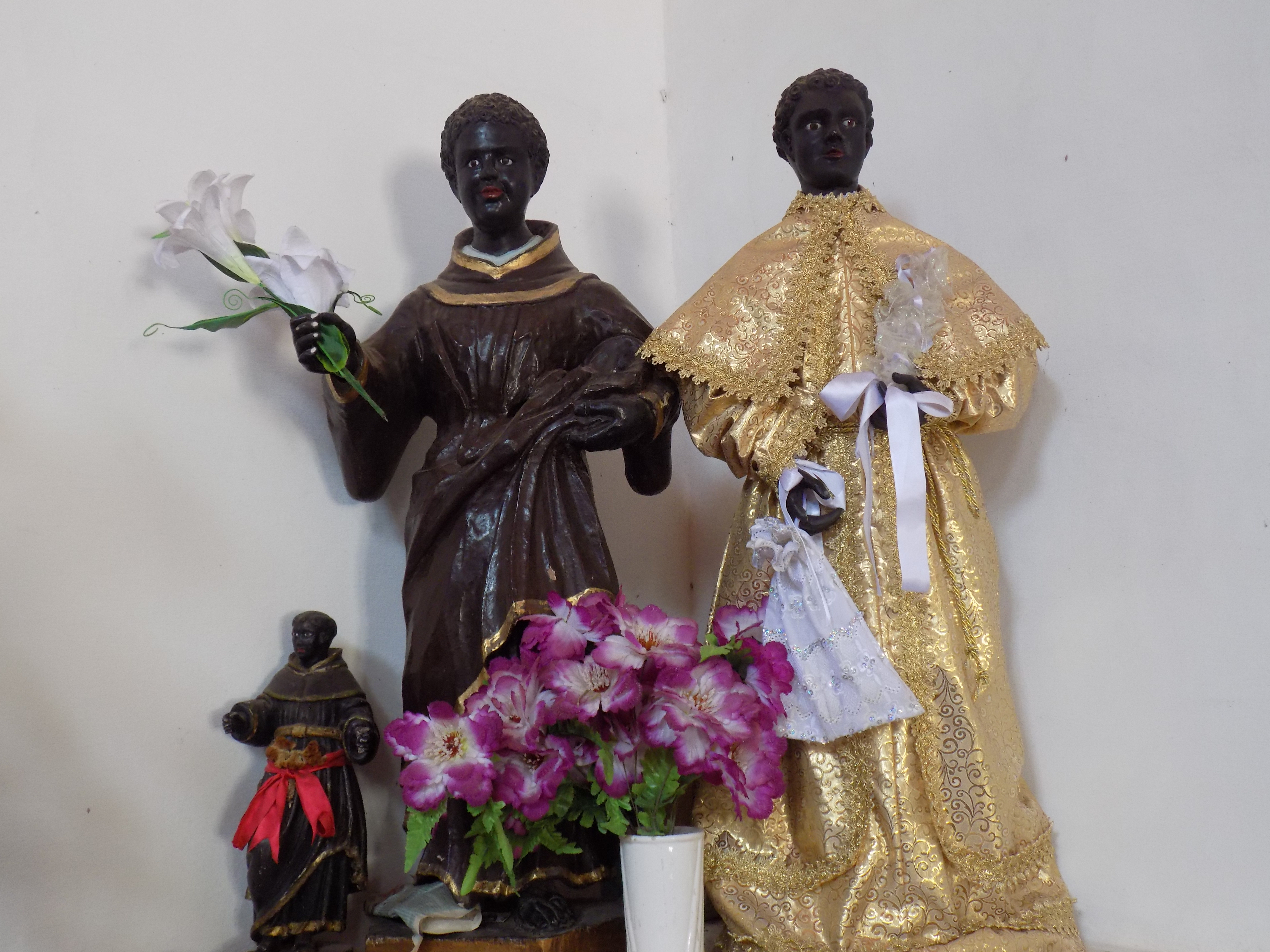
O Festejo de São Benedito é um dos mais importantes em Alcântara. A Igreja de Nossa Senhora do Rosário dos Pretos foi construída com o esforço dos escravizados.

A capitania de Cumã ou Tapuitapera (atualmente os municípios de Alcântara e Guimarães) também foi uma grande produtora de algodão e cana-de-açúcar. É nesse período que ocorre a construção dos grandes casarões do Centro Histórico de São Luís e de Alcântara.
Por volta de 1798, os escravizados representavam 47% da população, número que subiu para 55%, na segunda década do século XIX, enquanto a população branca representava 16%. No vale do Itapecuru, o número de escravizados chegava a 80%.
No entanto, o Maranhão passou por um declínio econômico ao longo do século XIX, provocado pela retomada da produção de algodão nos Estados Unidos (após o fim da Guerra de Independência Americana) e crises políticas na colônia, como a revolta da Balaiada, na qual a participação de negros e escravizados foi decisiva. Durante a Guerra de Secessão americana, ocorre uma nova expansão algodoeira e da cana-de-açúcar na província, seguida por nova decadência com o fim da guerra. Com a abolição do tráfico negreiro, passa a haver um tráfico de escravizados entre as províncias, em especial para a produção cafeeira do Centro-sul, o que também contribui para a queda na economia.

### Formação de quilombos e comunidades
Desde o século XVIII, já eram formados quilombos no Maranhão, como meio de resistência da população negra à escravidão, por meio de rebeliões e fugas, sendo os mais expressivos os de Lagoa Amarela, sob a liderança do Negro Cosme, em Chapadinha, e São Benedito do Céu, na Baixada Maranhense, em Viana. A formação de quilombos era violentamente reprimida pelas forças governistas. 
A partir de 1865, Alcântara passa por um declínio econômico, com a queda das exportações e o deslocamento da produção para os vales dos Rios Itapecuru, Mearim e Pindaré, o que levou ao abandono de terras pelos proprietários das grandes fazendas, e pelas ordens religiosas Ordem do Carmo, dos Jesuítas, das Carmelitas, e dos Mercedários, que também possuíam terras em Alcântara. levando a população negra a promover outras formas de organização e ocupação do território.

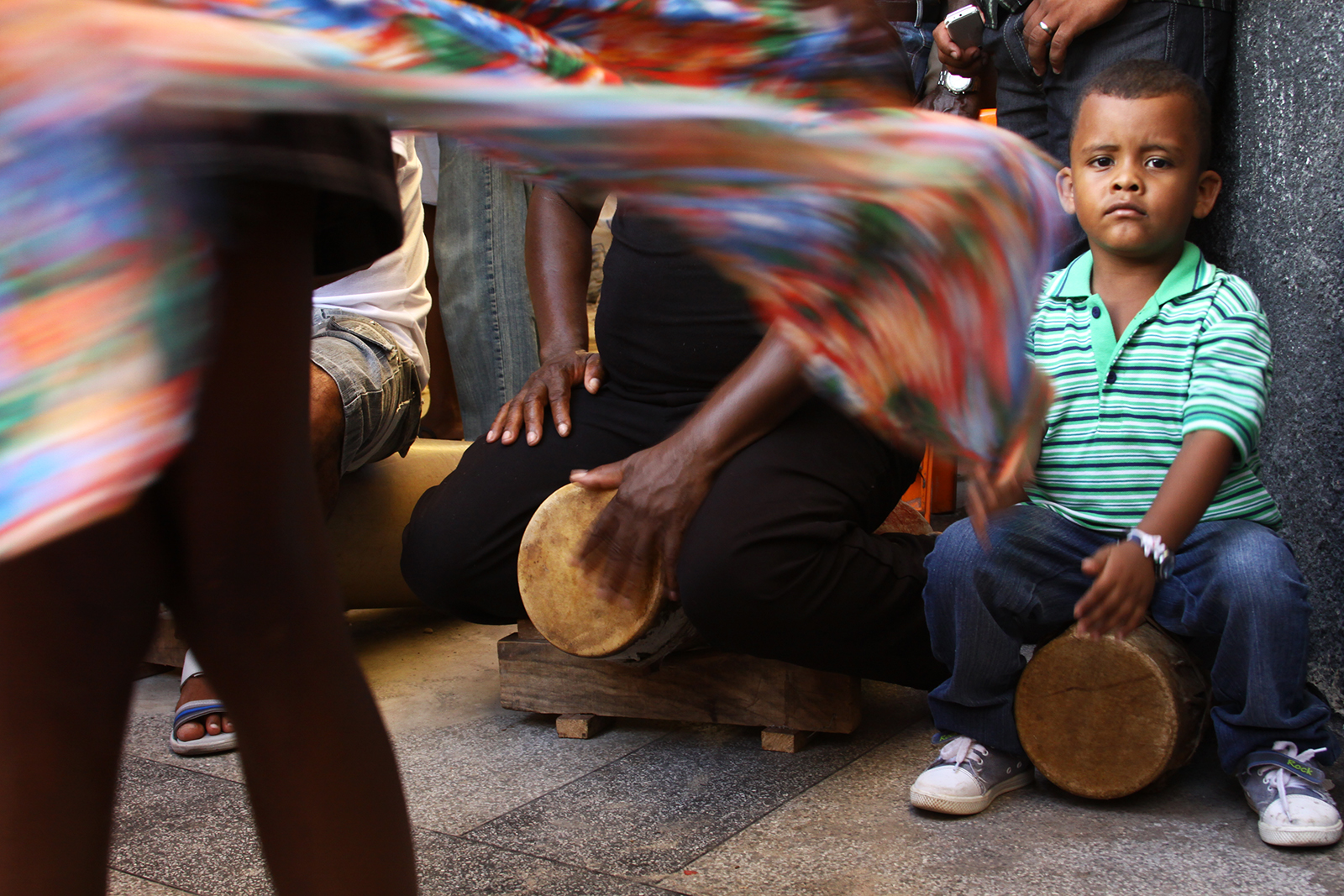
Tambor de crioula, dança típica de herança africana do Maranhão, na festa de São João em São Luís.

Com isso, surgem denominações para a forma de ocupação dessas: “Terras de Preto” (adquiridas por prestação de serviços escravos, ou compradas por escravos alforriados), “Terras de Santo” (deixadas pelas Ordens Religiosas aos antigos escravos) e “Terras de Pobreza" (doações das fazendas falidas para ex-escravos, registradas em cartório num ato de doação do proprietário). Tais denominações levaram à construção da identidade cultural, religiosa e territorial dessas comunidades. Outros ex-escravos se mudaram para as cidades, em busca de trabalho.
A cultura quilombola no Maranhão se expressa em manifestações culturais como o bumba-meu-boi e o tambor de crioula, o catolicismo popular (como o Festejo de São Benedito e a Festa do Divino) e religiões de matriz africana (o tambor de mina e seus caboclos e encantados), no modo de vida das quebradeiras de coco babaçu, na agricultura de subsistência (e produção de farinha de mandioca), coleta de frutos como a juçara (açaí), dentre outros aspectos.
No entanto, tais comunidades enfrentam diversas dificuldades, como conflitos rurais por disputa de terras com fazendeiros, divisão da produção agrícola com donos de terras, vulnerabilidade socioeconômica, dificuldade de acesso a serviços básicos de educação e saúde.
De acordo com o IBGE, 94% da população de Serrano do Maranhão é quilombola, e onde está localizado o Quilombo Nazaré.
O Oxalaia quilombensis foi o maior dinossauro carnívoro que viveu no litoral brasileiro, tendo sido encontrado na ilha do Cajual, em Alcântara, recebendo esse nome em homenagem às comunidades quilombolas da região.

### Movimento quilombola

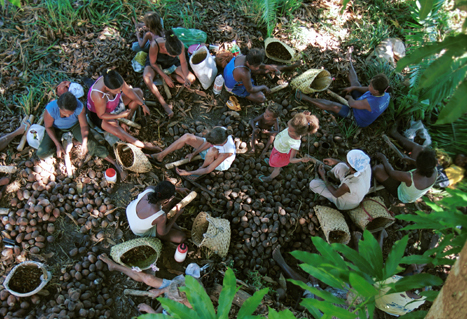
A coleta do coco babaçu na região do Bico do Papagaio, Município de Pequizeiro - Tocantins. A coleta do coco babaçu também é fonte de renda para muitas comunidades quilombolas.

Tantos os moradores de terras formadas por antigos quilombos como de comunidades negras formadas a partir do fim da escravidão buscaram se organizar, com o surgimento de movimentos negros a partir dos anos 1970. Com a Constituição de 1988, e seu art. 68 do Ato das Disposições Constitucionais Transitórias (ADCT), garantindo a propriedade definitiva das terras aos remanescentes de quilombos que as estejam ocupando, as comunidades negras ganharam uma atenção maior em seu processo de luta por reconhecimento para titularização das terras e acesso a serviços básicos, como educação e saúde.
Um exemplo é a Reserva Extrativista do Quilombo do Frechal, em Mirinzal, na Baixada Maranhense, constituída em 1992.  
Em 2019, a Fundação Palmares, reconheceu o bairro Liberdade, em São Luís, como comunidade remanescente de quilombo.
O Território Liberdade Quilombola foi o primeiro quilombo urbano reconhecido no Maranhão e sua área abrange cinco bairros de São Luís (Liberdade, Camboa, Fé em Deus, Diamante e Sítio do Meio), com uma população de cerca de 160 mil moradores, constituindo-se num dos maiores quilombos urbanos da América Latina.

## População
No Censo Demográfico de 2022, o Maranhão tinha 269.074 quilombolas, o equivalente a 3,97% da população do estado (a maior proporção do país), vivendo em 109 dos 217 municípios do Maranhão. Cerca de 20,26% dos quilombolas do Brasil viviam no Maranhão, sendo o segundo estado com maior população quilombola. Os municípios com maior população quilombola foramː
| Município          | População quilombola | Proporção na população total (%) |
| ------------------ | -------------------- | -------------------------------- |
| Alcântara          | 15 616               | 84,57                            |
| Itapecuru-Mirim    | 14 488               | 23,98                            |
| Pinheiro           | 10 608               | 12,54                            |
| Santa Rita         | 10 236               | 27,64                            |
| Viana              | 9 963                | 19,37                            |
| Penalva            | 9 269                | 28,51                            |
| São Vicente Férrer | 9 255                | 47,47                            |
| São Luís           | 8 294                | 0,8                              |
| Anajatuba          | 6 915                | 27,31                            |
| Cururupu           | 6 578                | 20,84                            |
| Mirinzal           | 6 530                | 46,72                            |
| Cajari             | 6 379                | 38,87                            |
| São Bento          | 6 302                | 13,58                            |
| Matinha            | 6 220                | 28,23                            |

Os munícipios com maior percentual de quilombolas em relação à população geral no Censo de 2022 foramː
| Município            | Proporção na população total (%) |
| -------------------- | -------------------------------- |
| Alcântara            | 84,57                            |
| Serrano do Maranhão  | 55,74                            |
| Central do Maranhão  | 48,39                            |
| São Vicente Férrer   | 47,47                            |
| Mirinzal             | 46,72                            |
| Bacurituba           | 44,49                            |
| Cajari               | 38,87                            |
| Presidente Juscelino | 32,99                            |
| Guimarães            | 30,81                            |
| Axixá                | 30,43                            |
| Penalva              | 28,51                            |
| Matinha              | 28,23                            |
| São João Batista     | 27,96                            |
| Santa Rita           | 27,64                            |

Os Territórios Quilombolas mais populosos do estado eram os deː Alcântara (9.855), também o mais populoso Território Quilombola do Brasil; Santa Rosa dos Pretos (2.904), décimo mais populoso do Brasil, em Itapecuru-Mirim; Monge Belo (1.432) em Anajatuba; Aliança/Santa Joana (732), em Cururupu e Mirinzal; Santo Antônio dos Pretos (719), em Codó; Quilombo Frechal (718), em Mirinzal.
Em 31 de julho de 2022, havia 81 Territórios Quilombolas oficialmente delimitados no Maranhão, com regularização territorial completa.
Cerca de 89,21% do quilombolas do Maranhão viviam fora de territórios quilombolas, enquanto que 10,79% viviam em territórios quilombolas.